# Рамона (Канзас)
Рамона (англ. Ramona) — місто (англ. city) в США, в окрузі Меріон штату Канзас. Населення — 78 осіб (2020).

## Географія
Рамона розташована за координатами 38°35′52″ пн. ш. 97°3′50″ зх. д. / 38.59778° пн. ш. 97.06389° зх. д. (38.597746, -97.063759).  За даними Бюро перепису населення США в 2010 році місто мало площу 0,79 км², уся площа — суходіл. В 2017 році площа становила 0,75 км², уся площа — суходіл.

## Демографія
Згідно з переписом 2010 року, у місті мешкало 187 осіб у 66 домогосподарствах у складі 45 родин. Густота населення становила 236 осіб/км².  Було 90 помешкань (113/км²).
Расовий склад населення:
| - 93,0 % — білих - 2,1 % — корінних американців |

До двох чи більше рас належало 4,8 %. Частка іспаномовних становила 1,6 % від усіх жителів.
За віковим діапазоном населення розподілялося таким чином: 35,3 % — особи молодші 18 років, 51,9 % — особи у віці 18—64 років, 12,8 % — особи у віці 65 років та старші. Медіана віку мешканця становила 33,5 року. На 100 осіб жіночої статі у місті припадало 120,0 чоловіків;  на 100 жінок у віці від 18 років та старших — 128,3 чоловіків також старших 18 років.
Середній дохід на одне домашнє господарство  становив 42 131 долар США (медіана — 21 071), а середній дохід на одну сім'ю — 56 144 долари (медіана — 25 313). За межею бідності перебувало 52,6 % осіб, у тому числі 78,0 % дітей у віці до 18 років та 40,0 % осіб у віці 65 років та старших.
Цивільне працевлаштоване населення становило 34 особи. Основні галузі зайнятості: будівництво — 26,5 %, виробництво — 14,7 %, науковці, спеціалісти, менеджери — 11,8 %, освіта, охорона здоров'я та соціальна допомога — 11,8 %.